# MyTV SUPER 18台
myTV SUPER 18台报道本地賽馬資訊，內容包括馬圈消息、晨操片段、賽前分析、賽事直播和賽後檢討等。myTV SUPER設有「賽馬」專區，提供貼士、賽事、預測、策略等賽馬資訊。

## 現任馬評人
- 方駿暉
- 積奇
- 文東
- 馬可思
- 郭世浩

## 節目
- 《跳躍馬場》
- 《睇排位 做功課》
- 《晨操快靚正》
- 《賽馬預測》
- 《齊齊賺》
- 《賽事全方位》
- 《賽馬結果》
- 《賽事檔案》